# Michael Harari
Michael „Mike“ Harari (* 18. Februar 1927 in Tel Aviv; † 21. September 2014 ebenda) war ein Angehöriger des israelischen Geheimdienstes Mossad. Harari war unter anderem an der von Golda Meir befohlenen „Operation Zorn Gottes“ beteiligt, mit der Israel auf das Münchner Olympia-Attentat von 1972 reagierte.

## Leben
Michael Harari war der Sohn eines Zollbeamten. Er machte falsche Angaben über sein Alter, um schon mit 16 Jahren in den paramilitärischen Palmach einzutreten und begann seine Geheimdiensttätigkeit im Zusammenhang mit der Alija Bet, der nach britischer Diktion illegalen jüdischen Einwanderung nach Palästina in der Zeit nach dem Zweiten Weltkrieg. Mehrmals wurde er von den Briten verhaftet. Er erlernte sieben Sprachen. Harari verbrachte danach einige Zeit in den israelischen Streitkräften und in der militärischen Aufklärung Schin Bet, bevor er in den 1960er Jahren vom Mossad angeworben wurde. In dieser Zeit war er Vorgesetzter von israelischen Geheimagenten in Europa und wurde schließlich zum Chef der Operationsabteilung befördert.
Er leitete die „Operation Zorn Gottes“, die Golda Meir als Reaktion auf das Münchner Olympia-Attentat von 1972 beauftragt hatte. Neben Tötungen von Tätern und Hintermännern des „Schwarzen Septembers“, wie Ali Hassan Salameh 1979 in Beirut, verantwortete er auch den Tod des unbeteiligten Botschaftsmitarbeiters Abdel Wael Zwaiter im Oktober 1972 in Rom und im Juli 1973 das Attentat im norwegischen Lillehammer auf den marokkanischen Kellner Ahmed Bouchiki, der mit Ali Hassan Salameh verwechselt wurde. Die norwegischen Behörden nahmen einige Mitglieder von Hararis Gruppe fest, er selbst konnte mit acht weiteren nach Israel entkommen. Ein norwegisches Strafverfahren wurde im Januar 1999 aufgrund des „Mangels an Beweisen“ eingestellt.
Michael Harari war an der Vorbereitung der Operation Blitzschlag des israelischen Militärs im Juli 1976 beteiligt, bei der auf dem Flughafen Entebbe in Uganda als Geiseln gehaltene, entführte Flugpassagiere der Linie Paris–Tel Aviv befreit wurden. Harari ließ einen Piloten des Mossad unter der Identität eines englischen Jagd- und Safari-Touristen den Flughafen auskundschaften und stellte die Benutzung von Luftwaffenbasen in Kenia zum Wiederauftanken bei der Rückkehr der israelischen Flugzeuge sicher. Später wurde er Stationschef des Mossad für Lateinamerika in Mexiko-Stadt. Den Angaben zufolge nahm er 1980 seinen Abschied, aber es ist nicht bekannt, ob alle Geheimdienstverbindungen abgebrochen wurden, bevor er nach Panama ging.
Harari arbeitete als Militärberater für den Diktator Manuel Noriega in Panama. Kurz vor der US-Invasion in Panama 1989 zur Absetzung Noriegas wurde Harari vom Mossad nach Israel ausgeflogen. Bei einem Fernsehauftritt wies er jedoch zurück, ein naher Berater Noriegas gewesen zu sein und sagte, dass er aus eigenem Antrieb in seine Heimat zurückgekehrt sei.

## Filmische Rezeption
In Steven Spielbergs Verfilmung der Thematik um die „Operation Zorn Gottes“, dem Film München (2005), wurde Harari von Moshe Ivgi dargestellt.